# Gmina Avesta
Gmina Avesta (szw. Avesta kommun) – gmina w Szwecji, w regionie Dalarna, siedzibą jej władz jest Avesta.
Pod względem zaludnienia Avesta jest 110. gminą w Szwecji. Zamieszkuje ją 22 102 osób, z czego 49,67% to kobiety (10 977) i 50,33% to mężczyźni (11 125). W gminie zameldowanych jest 780 cudzoziemców. Na każdy kilometr kwadratowy przypada 36 mieszkańców. Pod względem wielkości gmina zajmuje 153. miejsce.